# Kaiservarv
Kaiservarven var ett skeppsvarv som fanns på västkusten i USA under andra världskriget. De startades för att bygga transportfartyg, Libertyfartyg och Victory-båtar. Varven har fått namn av industrimannen Henry J. Kaiser.